# Firewater (album)
Pour les articles homonymes, voir Firewater.
Albums de Tha Alkaholiks
X.O. Experience
(2001)
Singles
1. The Flute Song (LaLaLa)
Sortie : 2006

Firewater est le cinquième album studio des Alkaholiks, sorti le 24 janvier 2006. Le trio se sépare après la sortie de cet opus. L'album se classe 38e au Top Independent Albums.

## Liste des titres
| No  | Titre                                                                       | Contient un (des) sample(s) de | Durée |
| --- | --------------------------------------------------------------------------- | --- | ----- |
| 1.  | Intro (Produit par E-Swift)                                                 | | 0:29  |
| 2.  | Turn It Up (Produit par Breakmecanix et J-Ro)                               | | 3:04  |
| 3.  | The Flute Song (LaLaLa) (Produit par E-Swift)                               | God Make Me Funky des Headhunters featuring The Pointer Sisters                                                                   | 4:10  |
| 4.  | Popular Demand (Produit par Keezo Kane)                                     | | 3:40  |
| 5.  | The Get Down (Produit par E-Swift)                                          | | 3:32  |
| 6.  | Get Into It (Produit par The Rural)                                         | | 4:14  |
| 7.  | Faded                                                                       | | 1:32  |
| 8.  | Chaos (Produit par Danger Mouse)                                            | | 3:03  |
| 9.  | Hangover (featuring Bishop Lamont et Styliztik Jones – Produit par E-Swift) | | 4:22  |
| 10. | Party Ya Ass Off (Produit par E-Swift)                                      | | 3:47  |
| 11. | Handle It (Produit par Evidence et E-Swift)                                 | | 3:18  |
| 12. | On the Floor (Produit par E-Swift)                                          | | 4:19  |
| 13. | Poverty's Paradise (Produit par E-Swift)                                    | The Door to Your Heart des Dramatics                                                                                              | 3:26  |
| 14. | Drink Wit Us (Produit par E-Swift)                                          | | 5:24  |
| 15. | Do It (Produit par The Rural)                                               | Ready or Not Here I Come (Can't Hide From Love) des Delfonics Flowers in the Night de Paul Kantner, Grace Slick et David Freiberg | 3:38  |
| 16. | Over Here (featuring King Tee – Produit par E-Swift)                        | | 3:48  |